# Champlain Charest

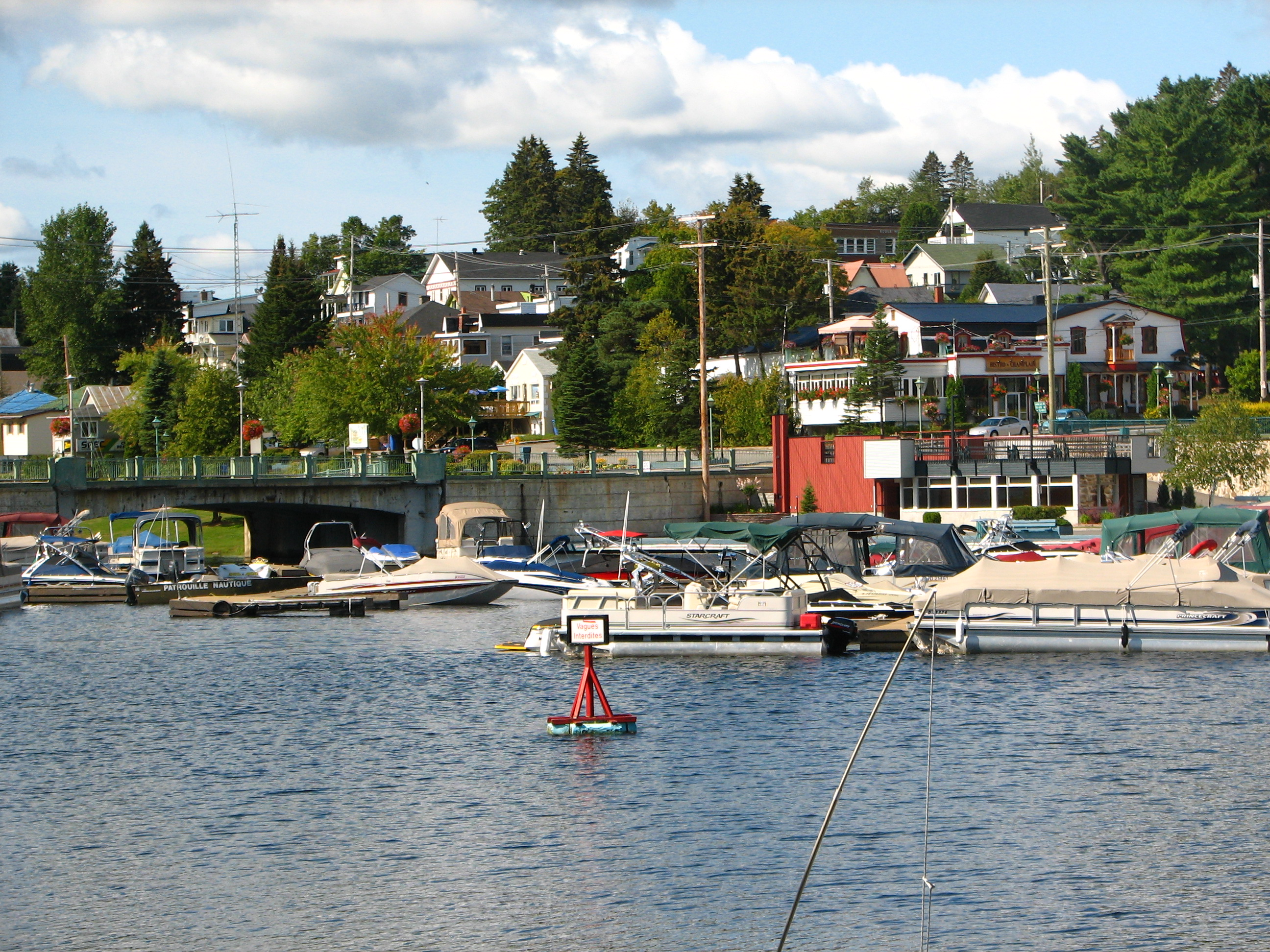
Sainte-Marguerite-du-Lac-Masson. On voit le Bistro à Champlain à droite de la photo.

Champlain Charest est un restaurateur et un collectionneur d'art et de vins québécois. Il était un ami intime de Jean-Paul Riopelle et est le père de la designer Marie Saint Pierre.

## Biographie
Né en 1931 à Sainte-Hélène-de-Kamouraska, Champlain Charest est d'abord radiologiste après avoir obtenu son diplôme à l’Université de Montréal en 1953. Il se lance ensuite dans la restauration avec l'inauguration en 1974 du Va-nu-pieds à l'instigation de son ami, le peintre Jean-Paul Riopelle qu'il avait rencontré à Paris en 1968 et avec qui il s'était lié d'amitié. Au milieu des années 1980, il ouvre le Bistro à Champlain à Sainte-Marguerite-du-Lac-Masson qui ferme ses portes en 2014. C'est là qu'il conserve ses vins et des œuvres de Riopelle. François Chartier y a été sommelier. 
Champlain Charest est surtout connu pour avoir assemblé, à partir de 1964, une des plus importantes collections de vins, de plus de 30 000 bouteilles. Sa cave est si réputée qu'à compter de 1988, elle obtient chaque année le Grand Award de la revue spécialisée Wine Spectator. En 2012, il vend la moitié de sa cave à la Société des alcools du Québec (SAQ) et environ 5 000 bouteilles à l'Esterel Resort dans les Laurentides qui nomme sa nouvelle cave à vin en l'honneur de Champlain Charest. 

## Collectionneur
Champlain Charest possède également une importante collection d'œuvres d'art. Il acquiert un premier tableau de Marc-Aurèle Fortin avant de rencontrer Riopelle. Il achète à ce dernier la toile Sainte-Marguerite, première d'une série d'acquisitions auprès de ce peintre. Il participe, avec d'autres donateurs, à l'achèvement d'une des œuvres maîtresses de Riopelle, La Joute. Puis viendront le tableau La Bolduc, toujours de Riopelle, installée à la Place des Arts à Montréal et Demeure III du sculpteur français Étienne Martin, au Musée national des beaux-arts du Québec. Il offre en 1998 la sculpture La Poisson, de Riopelle, au Musée d’art contemporain de Baie-Saint-Paul. 

## Culture
- Un film a été réalisé sur Champlain Charest : L'évangile selon Champlain de Gaël Giraud, 2012[3].
- Une section est consacrée à l'amitié entre Champlain Charest et Jean-Paul Riopelle dans l'exposition Riopelle : à la rencontre des territoires nordiques et des cultures autochtones au Musée des beaux-arts de Montréal, hiver 2021[4].